# Tongruben bei Speicher
Koordinaten: 49° 56′ 25″ N, 6° 39′ 4″ O
Das Naturschutzgebiet Tongruben bei Speicher liegt im Eifelkreis Bitburg-Prüm in Rheinland-Pfalz. Das etwa 35 ha große Gebiet, das im Jahr 1997 unter Naturschutz gestellt wurde, erstreckt sich im nordöstlichen Bereich der Stadt Speicher zu beiden Seiten der Landesstraße L 39. Schutzzweck ist die Erhaltung und Entwicklung eines Komplexes verschiedener Sekundärbiotope im Bereich ehemaliger Tongruben.